# Sous un prétexte dérisoire
Pour plus de détails, voir Fiche technique et Distribution.
Sous un prétexte dérisoire (Δι' ασήμαντον αφορμήν, Di' assimanton aformi) est un film grec réalisé par Tassos Psarras et sorti en 1974.

## Synopsis
Le film est inspiré d'un fait réel.
En 1953, un petit producteur de tabac de Macédoine pousse ses confrères à s'organiser en coopérative pour obtenir des meilleurs prix des négociants. Cependant, l'un des producteurs finit par céder à la pression des négociants, brisant l'unité. Le protagoniste le tue dans un accès de colère. Lors du procès, le procureur dit que le meurtre a été commis « sous un prétexte dérisoire ».

## Fiche technique
- Titre : Sous un prétexte dérisoire
- Titre original : Δι' ασήμαντον αφορμήν (Di' assimanton aformi)
- Réalisation : Tassos Psarras
- Scénario : Tassos Psarras
- Direction artistique : Iulia Iatridi
- Décors : Julia Stavridis
- Costumes : Iulia Iatridi
- Photographie : Stavros Hassapis
- Son : Argyris Lazaridis
- Montage : Takis Davlopoulos
- Musique : Domna Samiou
- Production : Yorgos Papalios
- Pays d'origine : Grèce
- Langue : grec
- Format :  Noir et blanc
- Genre : Drame
- Durée : 120 minutes
- Dates de sortie : 1974

## Distribution
- Michalis Bogiaridis
- Vanna Fitsiori
- Stelios Kapatos
- Yorgos Fournidis

## Récompenses
- Meilleur acteur au Festival du cinéma grec 1974
- Second prix du meilleur film au Festival international du film de Rotterdam